# Taxon inquirendum
Il termine taxon inquirendum (dal latino inquīro,  investigare, indagare), indica che un taxon si trova in uno stato non completamente definito che richiede pertanto un'ulteriore caratterizzazione. Questo può accadere perché la sua validità tassonomica è incerta o disputata fra diversi esperti, o perché non è stato rivisto né utilizzato nella letteratura recente. I taxa trattati come inquirendum potrebbero avere ancora esemplari esistenti o essere adeguatamente descritti, ma semplicemente non sono stati rivalutati. La loro assegnazione generica potrebbe essere obsoleta e potrebbero essere stati trascurati sinonimi di nomi validi.